# Норвезький полярний інститут
69°38′38″ пн. ш. 18°56′54″ сх. д. / 69.6438716° пн. ш. 18.9483555° сх. д.
Норвезький полярний інститут (норв. Norsk Polarinstitutt) — національний науковий заклад Норвегії для полярних досліджень. Функціонує під егідою Міністерства навколишнього середовища Норвегії. Інститут організовує експедиції в арктичні й антарктичні регіони та має дослідницьку станцію в Ню-Олесунн. Його офіси знаходяться в Тромсе і на Шпіцбергені, разом з науково-дослідною станцією на Землі Королеви Мод. Команда дослідників нараховує близько 150 осіб. Несе відповідальність за виконання міжнародних договорів, що стосуються діяльності в Антарктиці норвезьких громадян або корпорацій.
Інститут заснований як Norges Svalbard- og Ishavsundersøkelser Адольфом Гулєм у 1928 р.

## Директори
- 1948—1957 Харальд Ульрік Свердруп
- 1957—1960 Андерс К. Орвін
- 1960—1983 Торі Гжельсвік
- 1983—1991 Одд Рогне
- 1991—1993 Нільс Аре Орітсленд
- 1993—2005 Олаф Орхейм
- 2005 — дотепер Ян-Гуннар Вінтер

## Дослідження парникових газів
Основні атмосферні рівні парникового газу встановили ще один новий пік як знак промислового зростання азійських економік на чолі з Китаєм. Норвезький полярний інститут заявив, що у 2008 році «рівні в січні вище, ніж 2007-му».